# Nguyễn Hoàng Duy
Nguyễn Hoàng Duy (sinh ngày 7 tháng 9 năm 1986) là một nam nhạc sĩ kiêm nhà sản xuất thu âm người Việt Nam.
Anh là giám đốc sáng tạo kiêm phó giám đốc công ty cung cấp công nghệ Bullet Time quay phim 360 độ ở Việt Nam. Từ năm 2010 đến 2012, Nguyễn Hoàng Duy nằm trong top 10 Nhạc sĩ của giải thưởng Làn Sóng Xanh.

## Tiểu sử

### 1986 - 2006:
Nguyễn Hoàng Duy sinh ra trong một gia đình có truyền thống âm nhạc, bố anh là một nhạc sĩ, ca sĩ có tiếng. Năm 2001, Nguyễn Hoàng Duy rời xa gia đình (ở Quảng Nam) chuyển vào học tập và làm việc tại Thành phố Hồ Chí Minh. Anh thi đỗ vào lớp trung cấp khoa Kèn của Nhạc Viện TP. HCM. Sau đó, anh bắt đầu con đường học nhạc chuyên nghiệp với chuyên ngành Clarinet. Năm 2005, sau khi tốt nghiệp, Nguyễn Hoàng Duy bắt đầu tham gia sản xuất âm nhạc. Anh rèn luyện các kỹ năng Sound Engineer, Mix Master, Hoà Âm, Background Vocals tại Phú Studio.

### 2006 - 2015:
Năm 2006, Nguyễn Hoàng Duy đã kết hợp với ca sĩ Thu Thuỷ trong video ca nhạc "Mong anh quay về".
Năm 2008, Nguyễn Hoàng Duy kết hợp cùng nhóm The Men cho ra mắt ca khúc "Hơn cả một tình yêu".
Năm 2010, Nguyễn Hoàng Duy kết hợp với nhiều ca sĩ như: Bảo Thy, Noo Phước Thịnh, Hiền Thục cho ra hàng loạt bản hit: Lặng thầm, Đổi thay, Yêu dấu theo gió bay, Chỉ em với mưa.
Năm 2011, Nguyễn Hoàng Duy tiếp tục ra mắt các hit Lạc bước trong đêm, Phôi phai (ft. Noo Phước Thịnh), Từ ngày anh đi (ft. Hồ Ngọc Hà), Nhớ rất nhớ (ft. Bảo Thy và Dương Triệu Vũ), Điều hạnh phúc nhất (ft. The Men). Cũng trong năm này, Nguyễn Hoàng Duy thành lập Công ty và Ekip sản xuất âm nhạc Forever Young Team.
Năm 2012, Nguyễn Hoàng Duy kết hôn cùng ca sĩ Đài Trang (cựu thành viên nhóm nhạc The Bells) sau nhiều năm bên nhau. Sau đó, Nguyễn Hoàng Duy tiếp tục cho ra mắt nhiều bản phối với các nghệ sĩ như: Hiền Thục, Tuấn Hưng, Khởi My, Ngô Kiến Huy.

### 2016 - nay:
Năm 2016, Nguyễn Hoàng Duy bắt đầu vai trò mới trong sự nghiệp khi trở thành Giám Đốc Âm Nhạc, Đạo Diễn Âm Nhạc cho các chương trình truyền hình cũng như các sự kiện về âm nhạc lớn và nhỏ.
Từ năm 2021, Nguyễn Hoàng Duy lấn sân sang lĩnh vực kinh doanh và nắm giữ vai trò Giám đốc sáng tạo kiêm Phó Giám đốc của Công ty CP Truyền thông và Giải trí OMedia - đơn vị sở hữu độc quyền thương mại bộ công nghệ hình ảnh Bullet Time_Xangles (The Matrix 1999) về Việt Nam.

## Đời tư
Vào ngày 26 tháng 11 năm 2012, Nguyễn Hoàng Duy đã tổ chức lễ kết hôn với ca sĩ Đài Trang.

## Sản xuất

### Bài hát tiêu biểu
| Năm  | Tên ca khúc                            | Sáng tác                          | Trình bày                                                                  | Chú thích                             |
| ---- | -------------------------------------- | --------------------------------- | -------------------------------------------------------------------------- | ------------------------------------- |
| 2008 | Hơn cả một tình yêu                    | Nguyễn Hoàng Duy                  | The Men                                                                    |                                       |
| 2010 | Lặng thầm                              | Nguyễn Hoàng Duy                  | Noo Phước Thịnh                                                            |                                       |
| 2010 | Đổi thay                               | Nguyễn Hoàng Duy                  | Noo Phước Thịnh                                                            |                                       |
| 2010 | Yêu dấu theo gió bay                   | Nguyễn Hoàng Duy                  | Hiền Thục                                                                  |                                       |
| 2010 | I need                                 | Nguyễn Hoàng Duy                  | The Men                                                                    |                                       |
| 2010 | Chỉ em với mưa                         | Nguyễn Hoàng Duy                  | Bảo Thy                                                                    |                                       |
| 2011 | Lạc bước trong đêm                     | Nguyễn Hoàng Duy                  | Noo Phước Thịnh                                                            |                                       |
| 2011 | Phôi phai                              | Nguyễn Hoàng Duy                  | Noo Phước Thịnh                                                            |                                       |
| 2011 | Từ ngày anh đi                         | Nguyễn Hoàng Duy                  | Hồ Ngọc Hà                                                                 |                                       |
| 2011 | Nhớ rất nhớ                            | Nguyễn Hoàng Duy                  | Bảo Thy, Dương Triệu Vũ                                                    |                                       |
| 2011 | Điều hạnh phúc nhất                    | Nguyễn Hoàng Duy                  | The Men                                                                    |                                       |
| 2012 | Little girl                            | Nguyễn Hoàng Duy                  | Hiền Thục                                                                  |                                       |
| 2012 | Xa nhau từ đây                         | Nguyễn Hoàng Duy                  | Khởi My                                                                    | OST Hùng bá thiên hạ                  |
| 2013 | Yêu là sai                             | Nguyễn Hoàng Duy                  | Hiền Thục                                                                  |                                       |
| 2013 | Ảo giác                                | Nguyễn Hoàng Duy                  | Tuấn Hưng                                                                  |                                       |
| 2014 | Đam mê                                 | Nguyễn Hoàng Duy                  | Tuấn Hưng                                                                  |                                       |
| 2014 | Hãy để em quên                         | Nguyễn Hoàng Duy                  | Hương Tràm                                                                 |                                       |
| 2015 | Really love you                        | Nguyễn Hoàng Duy                  | Noo Phước Thịnh                                                            | Ca khúc chủ đề Du lịch Việt Nhật 2015 |
| 2015 | Nhớ nhung                              | Nguyễn Hoàng Duy                  | Bảo Anh                                                                    |                                       |
| 2016 | Làm sao trốn tránh                     | Nguyễn Hoàng Duy                  | Bảo Anh                                                                    |                                       |
| 2016 | Anh còn yêu                            | Nguyễn Hoàng Duy                  | Chi Dân                                                                    |                                       |
| 2017 | I want you know                        | Nguyễn Hoàng Duy                  | Hương Tràm                                                                 |                                       |
| 2017 | Còn mãi nồng nàn                       | Nguyễn Hoàng Duy                  | Dương Triệu Vũ                                                             |                                       |
| 2017 | Em không muốn cô đơn                   | Nguyễn Hoàng Duy                  | Phương Trinh Jolie                                                         |                                       |
| 2017 | I'm losing you                         | Nguyễn Hoàng Duy                  | Bùi Anh Tuấn                                                               |                                       |
| 2017 | Năm ấy                                 | Nguyễn Hoàng Duy                  | Đức Phúc                                                                   |                                       |
| 2018 | Yêu anh hơn chính em                   | Nguyễn Hoàng Duy                  | Lệ Quyên                                                                   |                                       |
| 2018 | Nobody like you                        | Nguyễn Hoàng Duy                  | Phương Trinh Jolie                                                         |                                       |
| 2018 | Có khi ta đã yêu                       | Nguyễn Hoàng Duy                  | Hà Minh Tùng, Võ Hạ Trinh                                                  | Nhạc hiệu Gameshow Khúc Hát Se Duyên  |
| 2018 | Việt Nam tươi đẹp                      | Nguyễn Hoàng Duy                  | 40 Văn Nghệ Sĩ                                                             |                                       |
| 2019 | Gọi tên mùa xuân                       | Nguyễn Hoàng Duy                  | Noo Phước Thịnh                                                            |                                       |
| 2019 | Yêu đi 2                               | Nguyễn Hoàng Duy                  | Phương Trinh Jolie                                                         |                                       |
| 2019 | Baby em cô đơn                         | Nguyễn Hoàng Duy                  | Bảo Thy                                                                    |                                       |
| 2020 | Thank you - Những chiến binh thầm lặng | Nguyễn Hoàng Duy, Phạm Việt Hoàng | Bùi Anh Tuấn, Noo Phước Thịnh, Bảo Anh, Ngô Kiến Huy, Đông Nhi, Hồ Ngọc Hà |                                       |
| 2020 | Falling into you                       | Nguyễn Hoàng Duy                  | Quang Vinh                                                                 |                                       |
| 2022 | Summer love                            | Nguyễn Hoàng Duy                  | Isaac                                                                      |                                       |
| 2023 | Be a Winner                            | Nguyễn Hoàng Duy                  | Lona Kiều Loan, Will                                                       |                                       |
| 2023 | You like an angel                      | Nguyễn Hoàng Duy                  | S.T Sơn Thạch                                                              |                                       |

### Chương trình truyền hình
| Năm                       | Chương trình              | Vai trò          | Chú thích |
| ------------------------- | ------------------------- | ---------------- | --------- |
| 2017                      | Người hùng tí hon         | Giám đốc âm nhạc |           |
| 2017                      | Tuyệt đỉnh song ca        | Giám đốc âm nhạc |           |
| 2017                      | Liên hoan phim Việt Nam   | Giám đốc âm nhạc |           |
| 2017                      | Tuyệt đỉnh song ca nhí    | Giám đốc âm nhạc |           |
| 2017 - 2018 - 2019 - 2020 | Giọng ải giọng ai         | Giám đốc âm nhạc |           |
| 2018                      | Khúc hát se duyên         | Giám đốc âm nhạc |           |
| 2018                      | Giọng ca bất bại          | Giám đốc âm nhạc |           |
| 2018 - 2019 - 2020        | Gương mặt thân quen       | Giám đốc âm nhạc |           |
| 2018                      | Hoa hậu Việt Nam          | Giám đốc âm nhạc |           |
| 2019 - 2023               | Hoa hậu Thế giới          | Giám đốc âm nhạc |           |
| 2021                      | The cover show            | Giám đốc âm nhạc |           |
| 2022                      | Heineken countdown Hà Nội | Giám đốc âm nhạc |           |
| 2022 - 2023               | Ca sĩ mặt nạ              | Cố vấn âm nhạc   |           |

## Thành tựu

### Giải Làn Sóng Xanh
| Năm  | Giải                                        | Đề cử                                                                | Kết quả   | Nguồn             |
| ---- | ------------------------------------------- | -------------------------------------------------------------------- | --------- | ----------------- |
| 2010 | Top 10 Ca Khúc được yêu thích nhất năm 2010 | Lặng thầm (ft. Noo Phước Thịnh) Yêu dấu theo gió bay (ft. Hiền Thục) | Đoạt giải | [ cần dẫn nguồn ] |
| 2011 | Top 10 Ca Khúc được yêu thích nhất năm 2011 | Từ ngày anh đi (ft. Hồ Ngọc Hà)                                      | Đoạt giải | [ cần dẫn nguồn ] |
| 2012 | Top 10 Ca Khúc được yêu thích nhất năm 2012 | Lạc bước trong đêm (ft. Noo Phước Thịnh)                             | Đoạt giải | [ cần dẫn nguồn ] |
| 2012 | Top 10 Nhạc Sĩ được yêu thích nhất năm 2012 |                                                                      | Đoạt giải | [ cần dẫn nguồn ] |